# Luísa Dacosta
Maria Luísa Saraiva Pinto dos Santos, mais conhecida pelo nome literário de Luísa Dacosta (Vila Real, 16 de fevereiro de 1927 - Matosinhos, 15 de fevereiro de 2015), foi uma escritora portuguesa.

## Biografia
Formou-se na Faculdade de Letras da Universidade de Lisboa, em Ciências Histórico-Filosóficas, curso que começou a frequentar em 1944. No entanto, já na altura se interessava por literatura, tendo assistido a aulas de Vitorino Nemésio (que considerou «absolutamente espantosas»), Lindley Cintra e Andrée Crabbé Rocha.
Mas as suas «Universidades» foram as mulheres de A Ver-o-Mar, que murcham aos trinta anos, vivem e morrem na resignação de terem filhos e de os perder, na rotina de um trabalho escravo, sem remuneração, espancadas como animais de carga («Ele não me bate muito, só o preciso») e que, mesmo afeitas, num treino de gerações, às vezes não aguentam e se suicidam («oh! Senhora das Neves! E tu permites!») depois de um parto, quando o mundo recomeça num vagido de criança! Às mulheres de Aver-o-Mar «deve» a língua ao rés do coloquial.
Aver-o-Mar é assunto dos livros A-Ver-o-Mar (crónicas) (1980), Morrer a Ocidente (crónicas) (1990) e A Maresia e o Sargaço dos Dias (poesia) (2008), além do conto Nos Jardins do Mar (1981), e de várias páginas dos dois diários publicados da autora: Na Água do Tempo (1992) e Um Olhar Naufragado (2008).
Um outro tema frequente na obra de Luísa Dacosta é o da condição da mulher, abordada de vários pontos de vista, quer no campo da ficção, quer nas páginas de reflexão que encontramos nos diários. Um dos melhores exemplos desta temática é o livro Corpo Recusado, que pode ser entendido quer como conto quer como romance.
Foi professora do antigo Ciclo Preparatório (atualmente Segundo Ciclo do Ensino Básico) nas escolas Ramalho Ortigão (1968–1976) e Francisco Torrinha (1976–1997). Participou, a partir de 1972, na experiência de Veiga Simão para o lançamento dos 7.º e 8.º anos de escolaridade. Não se limitou a influenciar os alunos. Os alunos também a influenciaram, como o prova o facto de ter incorporado nas suas obras neologismos da autoria deles, tal como «renovescer» no lugar «renovar».
Em 1975, cumpriu um mandato no Conselho de Imprensa, em representação da opinião pública, vindo a cumprir um segundo mandato em 1981. Ainda em 1975, esteve em Timor por requisição do governo daquela (então) província ultramarina, para prestar serviço na comissão eventual encarregada de fazer a remodelação dos programas de ensino.
Dedicando grande atenção à orientação gráfica dos seus livros, Luísa Dacosta contou a colaboração de inúmeros artistas portugueses, entre os quais Armando Alves, Jorge Pinheiro, José Rodrigues, Maria Mendes, Margarida Santos, Tiago Manuel, Carlos Botelho e Cristina Valadas.
Luísa Dacosta escreveu ainda vários textos para catálogos de exposições de artes plásticas, estando esses textos editados nos seus diários.
Em 2011, as Correntes d'Escritas, na Póvoa de Varzim incluíram uma homenagem a Luísa Dacosta, acompanhada de uma revista sobre a escritora.
Faleceu no dia 15 de fevereiro de 2015, um dia antes de completar 88 anos.

## Prémios e homenagens
- Recebeu em 1992 o Prémio Máxima de Literatura, pelo seu livro Na Água do Tempo – Diário.
- Em 2002, recebeu o prémio Uma vida, uma obra, instituído pela Associação de Jornalistas e Homens de Letras do Porto, com o apoio da Delegação Regional de Cultura do Norte.
- Em 2010, recebeu o Prémio Vergílio Ferreira, atribuído pela Universidade de Évora.

## Obras
- 1955- Província (ed. Minerva, 2a ed. Figueirinhas, 1984) desenhos de Carlos Botelho
- 1959- Aspectos do Burguesismo Literário
- 1960- Notas de Crítica Literária (ed. Divulgação)
- 1969- Vóvó Ana,Bisavó Filomena e Eu (ed. Portugália; 2a ed. Figueirinhas, 1983, com um desenho de José Rodrigues)
- 1974- O Valor Pedagógico da Sessão de Leitura (ed. Asa)
- 1980- A-Ver-O-Mar (ed. Figueirinhas, desenho de Armando Alves; 2a ed. Asa, 2005, com desenhos de Armando Alves)
- 1981- Nos Jardins do Mar (ed. Figueirinhas) desenhos de Jorge Pinheiro
- 1985- Prefácio a Raul Brandão
- 1985- Corpo Recusado (ed. Figueirinhas) desenho de José Rodrigues
- 1986- A Batalha de Aljubarrota
- 1989- Os Magos Que Não Chegaram a Belém (ed. Cooperativa Árvore) desenhos de Maria Mendes
- 1990- Morrer a Ocidente (ed. Figueirinhas, com desenho de Armando Alves; 2a ed. Asa, 2005, com desenhos de Jorge Pinheiro)
- 1992- Na Água do Tempo – Diário (ed. Quimera; 2a ed. Asa, 2005) hors-texte de Maria Mendes
- 1992- Aleluia, na Manhã
- 1998- À Sombra do Mar (ed. Expo98)
- 2000- O Planeta Desconhecido e Romance Da Que Fui Antes de Mim (ed. Quimera) desenhos de Jorge Pinheiro
- 2005- Sargaços
- 2008- Um olhar naufragado- Diário 2 (ed. Asa) hors-texte de Tiago Manuel
- 2008- A Maresia e o Sargaço dos Dias (ed. Asa) desenho de Margarida Santos

## Livros Infantis
- 1970- De Mãos Dadas Estrada Fora (ed. Figueirinhas), desenho de Jorge Pinheiro
- 1971- O Príncipe que Guardava Ovelhas (ed. Figueirinhas)
- 1974- O Elefante Cor-de-Rosa (ed. Figueirinhas)
- 1977- Teatrinho do Romão (ed. Figueirinhas), ilustrado por Manuela Bacelar e Jorge Pinheiro
- 1979- A Menina Coração de Pássaro (ed. Figueirinhas)

## Traduções
Traduziu do francês:
- As estrelas empalidecem, de Karl Bjarnhof
- Planetarium, de Nathalie Sarraute
- Morte Serena, de Simone de Beauvoir

## Antologias
Está representada nas seguintes antologias:
- Portugal, a terra e o homem: Expressão das cidades, compilação de Jorge Gaspar, Fundação Calouste Gulbenkian, 1981
- De que são feitos os sonhos: A antologia diferente, compilação de Luísa Ducla Soares, Areal, 1985
- Daqui houve nome Portugal: Antologia de verso e prosa sobre o Porto (4.ª edição), compilação de Eugénio de Andrade, Edições ASA, 1968
- Conto estrelas em ti: 17 poetas escrevem para a infância, compilação de José António Gomes, Campo das Letras, 2000